# Amruthapura

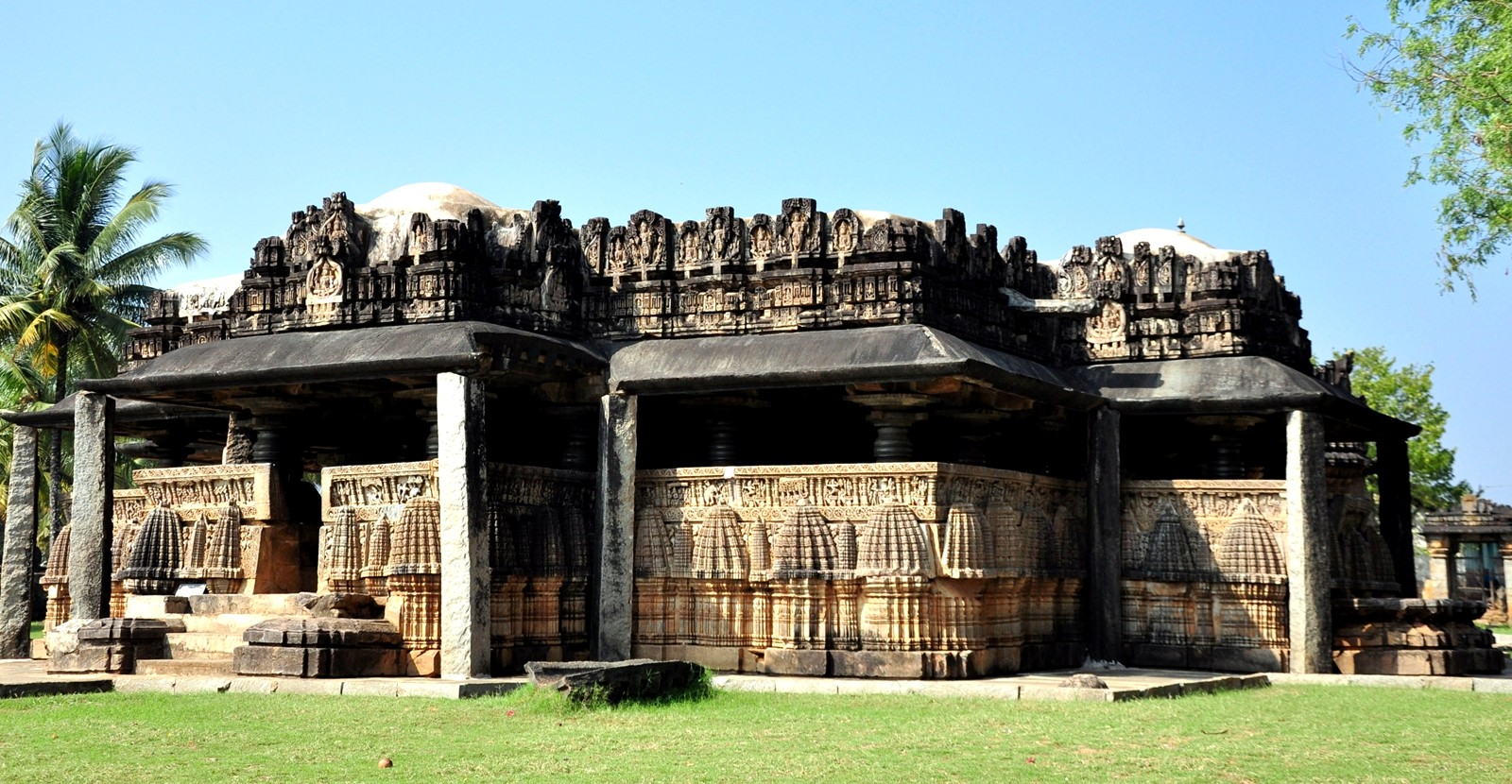
Vorhalle (mandapa) des Amrutesvara-Tempels

Amruthapura oder Amrutapura ist ein ca. 850 Einwohner zählendes Dorf im Distrikt Chikkamagaluru im südwestindischen Bundesstaat Karnataka. Der Ort ist bekannt wegen seines um das Jahr 1196 errichteten Hoysala-Tempels.

## Lage
Amruthapura liegt auf dem Dekkan-Plateau in einer Höhe von ca. 695 m ü. d. M. ca. 65 km (Fahrtstrecke) nördlich der Distriktshauptstadt Chikkamagaluru bzw. etwa 25 km südöstlich von Bhadravati. Die nächstgelegene Bahnstation befindet sich im ca. 10 km entfernten Ort Tarikere. Das Klima ist wegen der Höhenlage für indische Verhältnisse eher gemäßigt; Regen fällt hauptsächlich während der Monsunmonate Mai bis Oktober.

## Bevölkerung
Die mehrheitlich Kannada sprechende Landbevölkerung besteht nahezu ausnahmslos aus Hindus; Moslems und andere Religionen bilden zahlenmäßig kleine Minderheiten. Der männliche und der weibliche Bevölkerungsanteil sind ungefähr gleich hoch.

## Wirtschaft
Die Einwohner von Amruthapura leben weitgehend als Bauern. Während in früheren Zeiten nahezu ausschließlich zur Selbstversorgung gewirtschaftet wurde, sind mit der Verbesserung der Transportmöglichkeiten auch andere Absatzmärkte hinzugekommen. Auf den Feldern der Umgebung werden hauptsächlich Weizen, Linsen und Gemüse angebaut. Auch Kokospalmen spielen eine wichtige Rolle im Wirtschaftsleben der Region.

## Geschichte
Amruthapura war bereits im Mittelalter ein wichtiger Ort im Hoysala-Reich. Im 15. und in der ersten Hälfte des 16. Jahrhunderts war die Gegend Teil des Vijayanagar-Reiches, im Jahr 1690 kam sie unter die Kontrolle des Fürstenstaates von Mysore, dessen Herrschaft jedoch in der zweiten Hälfte des 18. Jahrhunderts durch Hyder Ali (reg. 1761–1782) und seinen Sohn Tipu Sultan (reg. 1782–1799) unterbrochen wurde. Danach spielten die Briten die dominierende militärische und wirtschaftliche Rolle in Südindien.

## Sehenswürdigkeiten

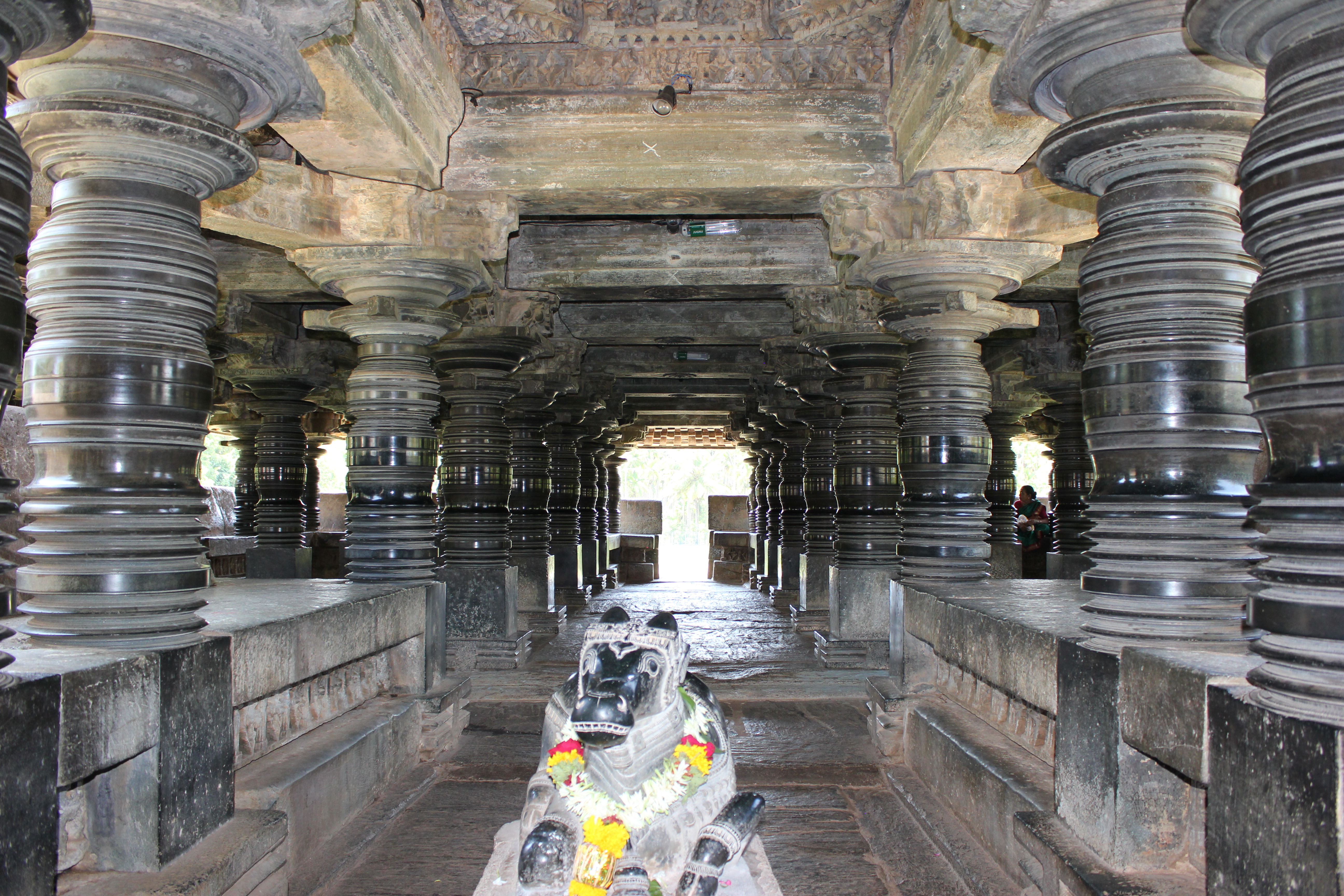
Große Vorhalle (mandapa) mit Nandi-Bulle

Der um das Jahr 1196 entstandene und größtenteils aus Speckstein erbaute Lakshmi Devi-Tempel ist die Stiftung eines wohlhabenden Militärs am Hof des Hoysala-Herrschers Vira Ballala II. (reg. ca. 1173–1220); er ist dem Hindu-Gott Shiva geweiht, doch in der Cella (garbhagriha) befindet sich auch ein Steinbildnis der lokal verehrten Göttin Sharadha Devi. Der von einem gestuften Turm (vimana) mit abschließender ‚Schirmkuppel‘ und Vasenaufsatz (kalasha) überhöhte Tempel folgt dem älteren Ein-Cella-Typus (ekakuta); er hat zwei Vorhallen (mandapas), deren Äußere sehr eigenwillig konstruiert ist: Ihr aus großen Steinplatten bestehendes und mit einer reichverzierten, beinahe zinnenartigen Brüstung umgebenes Dach ruht nämlich auf mehreren undekorierten Basaltpfeilern, die in Abständen die mit kleinen Tempeltürmen und zahlreichen Brüstungsreliefs verzierte Außenhaut der Vorhalle umschließen. Im Innern des Tempels befinden sich ein liegender Nandi-Bulle, das Begleittier (vahana) Shivas, sowie die charakteristischen gedrechselten Speckstein-Säulen der Hoysala-Architektur; die Deckensegmente enthalten reich dekorierte Kragkuppeln mit hängenden Schlusssteinen (Abhänglingen).

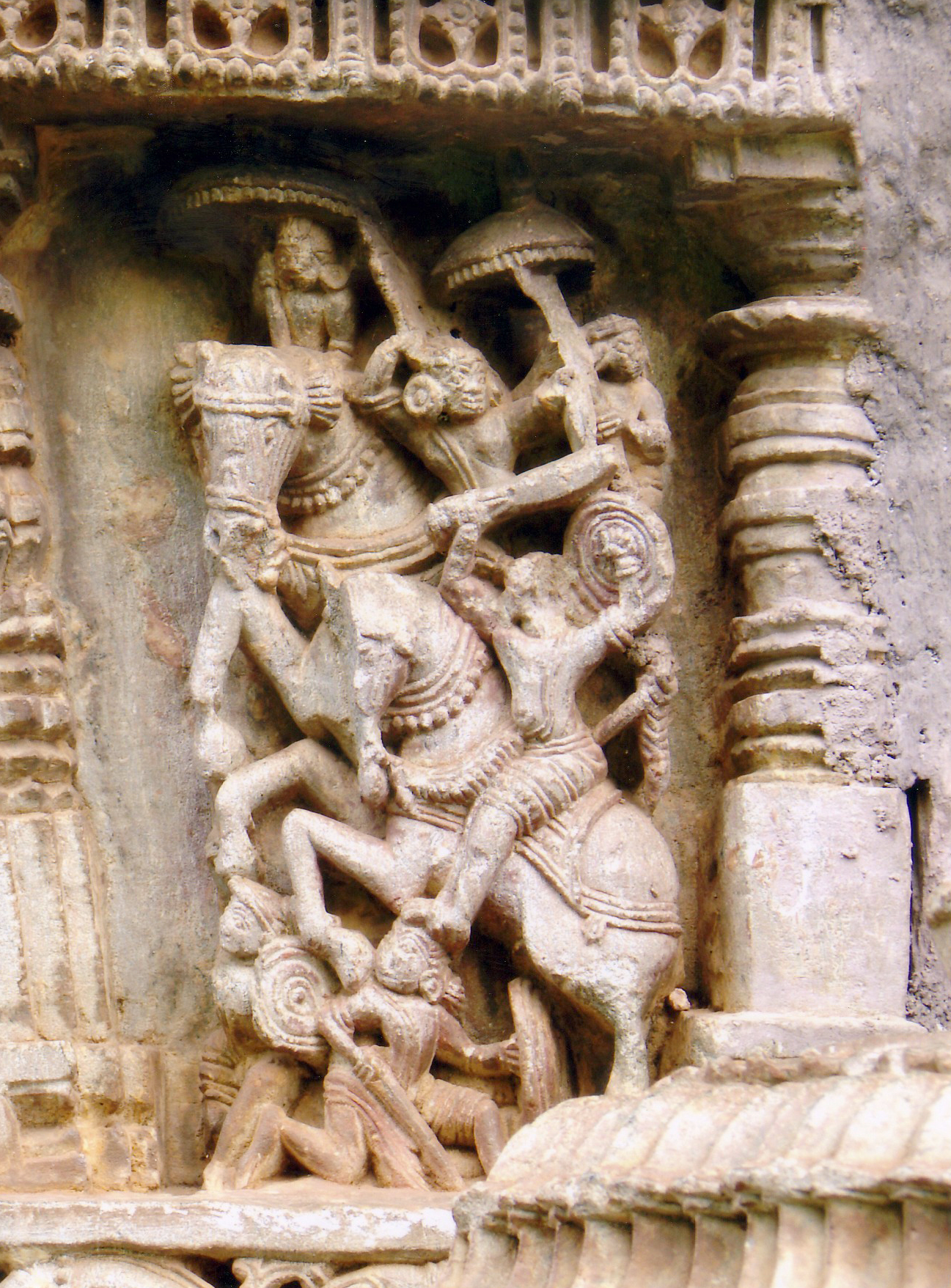
Schlachtenszene
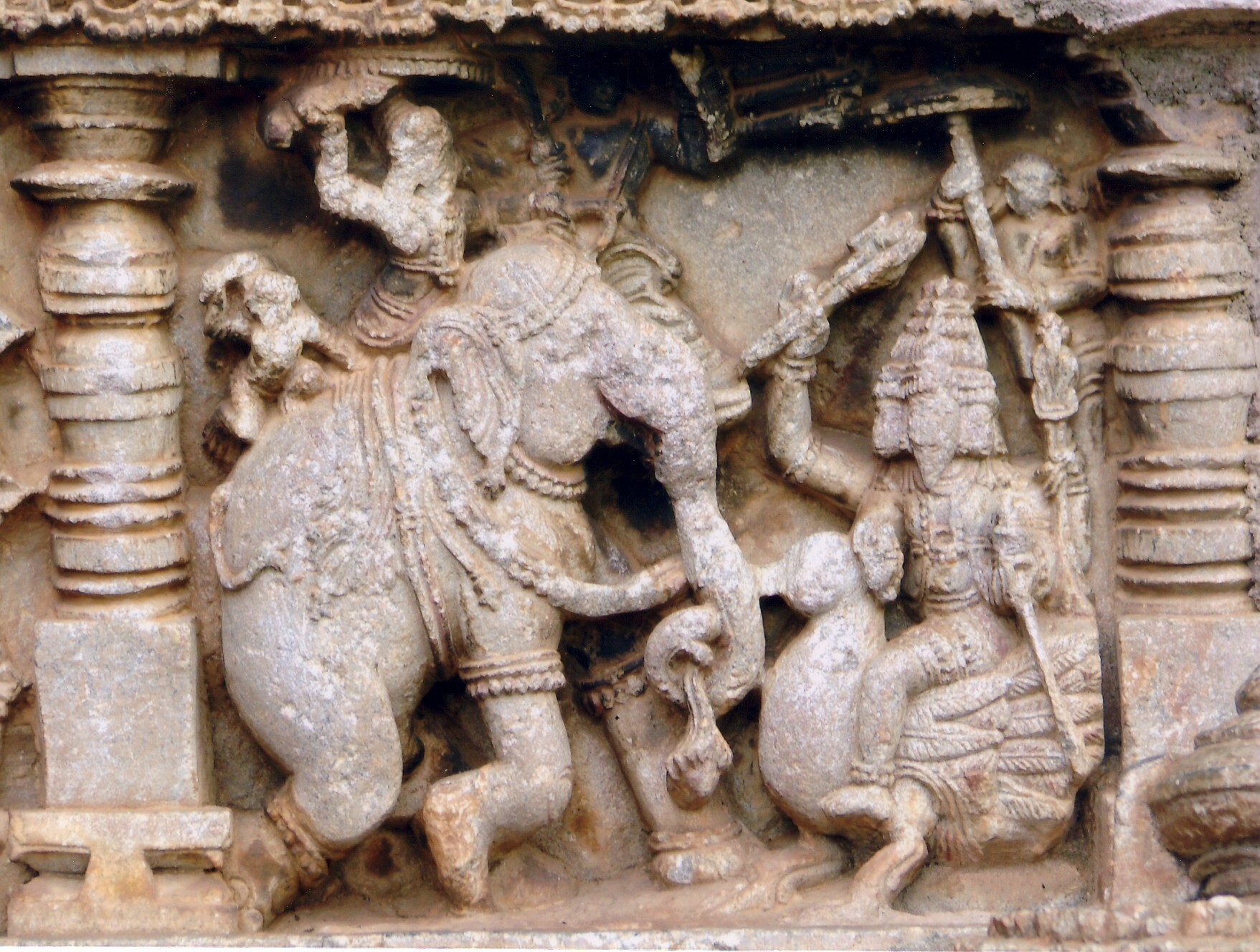
Indra auf Airavata gegen Brahma auf der Gans (hamsa)
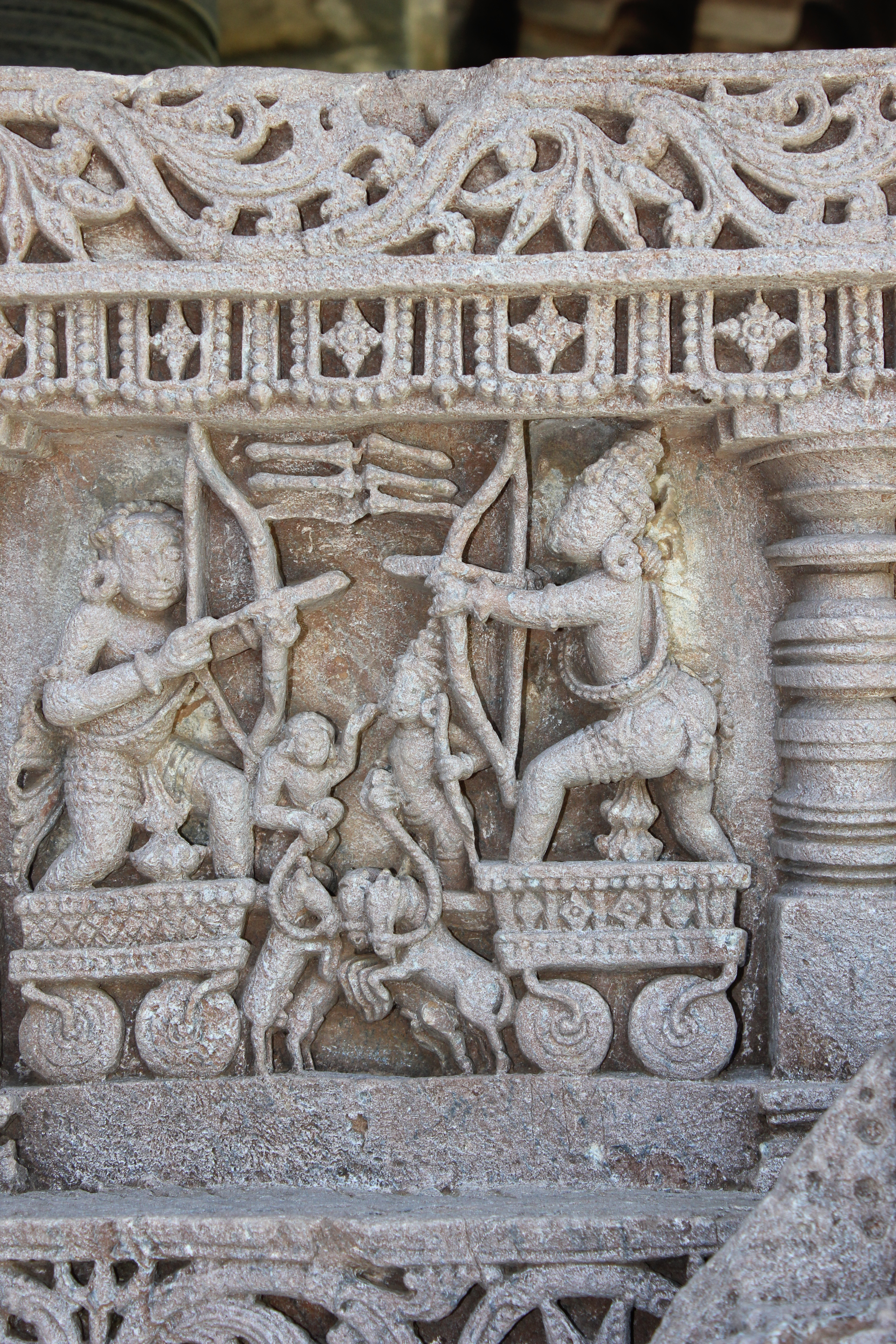
Kriegsszene aus dem Mahabharata(?)
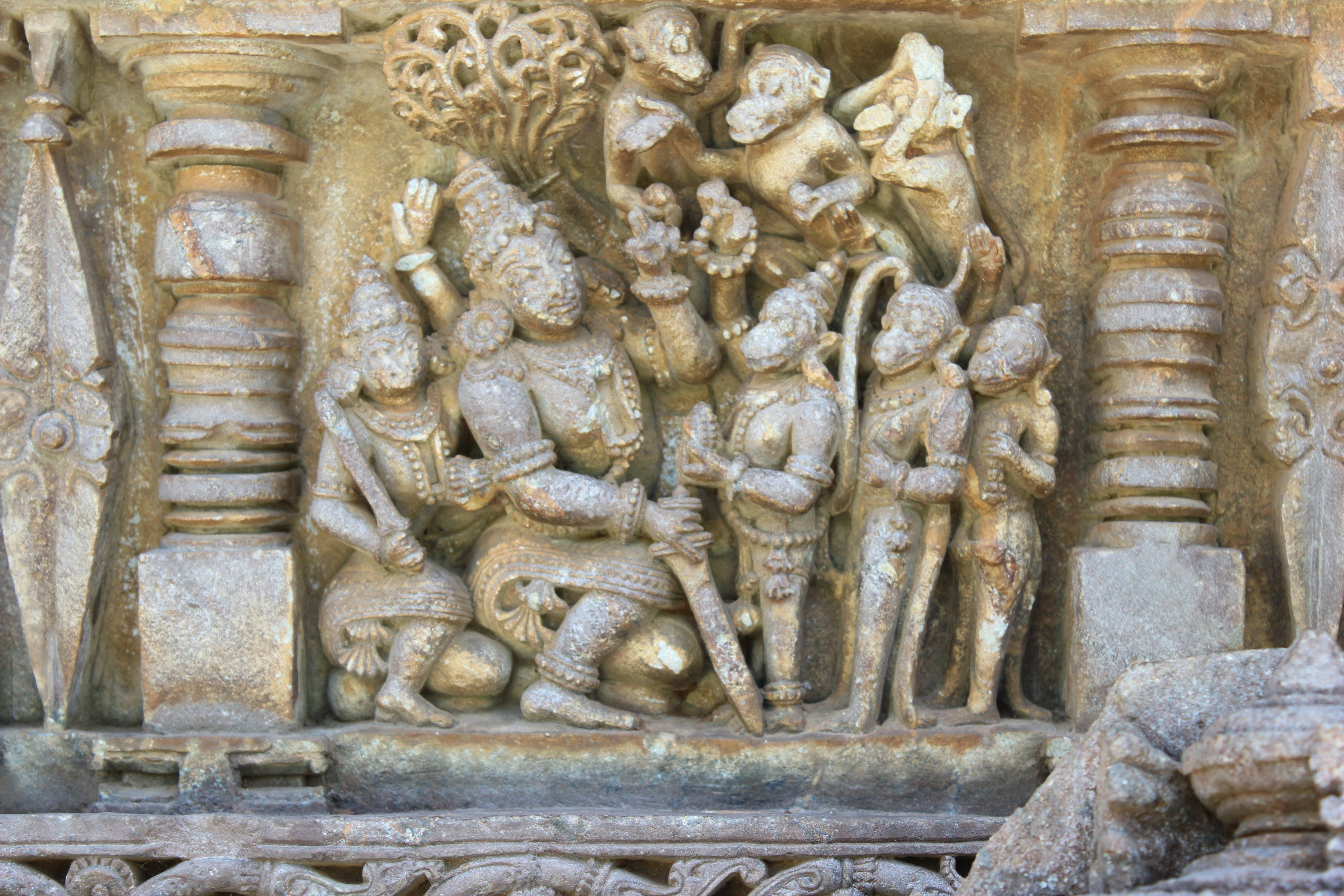
Affenkönig Hanuman und seine Begleiter vor Rama(?)
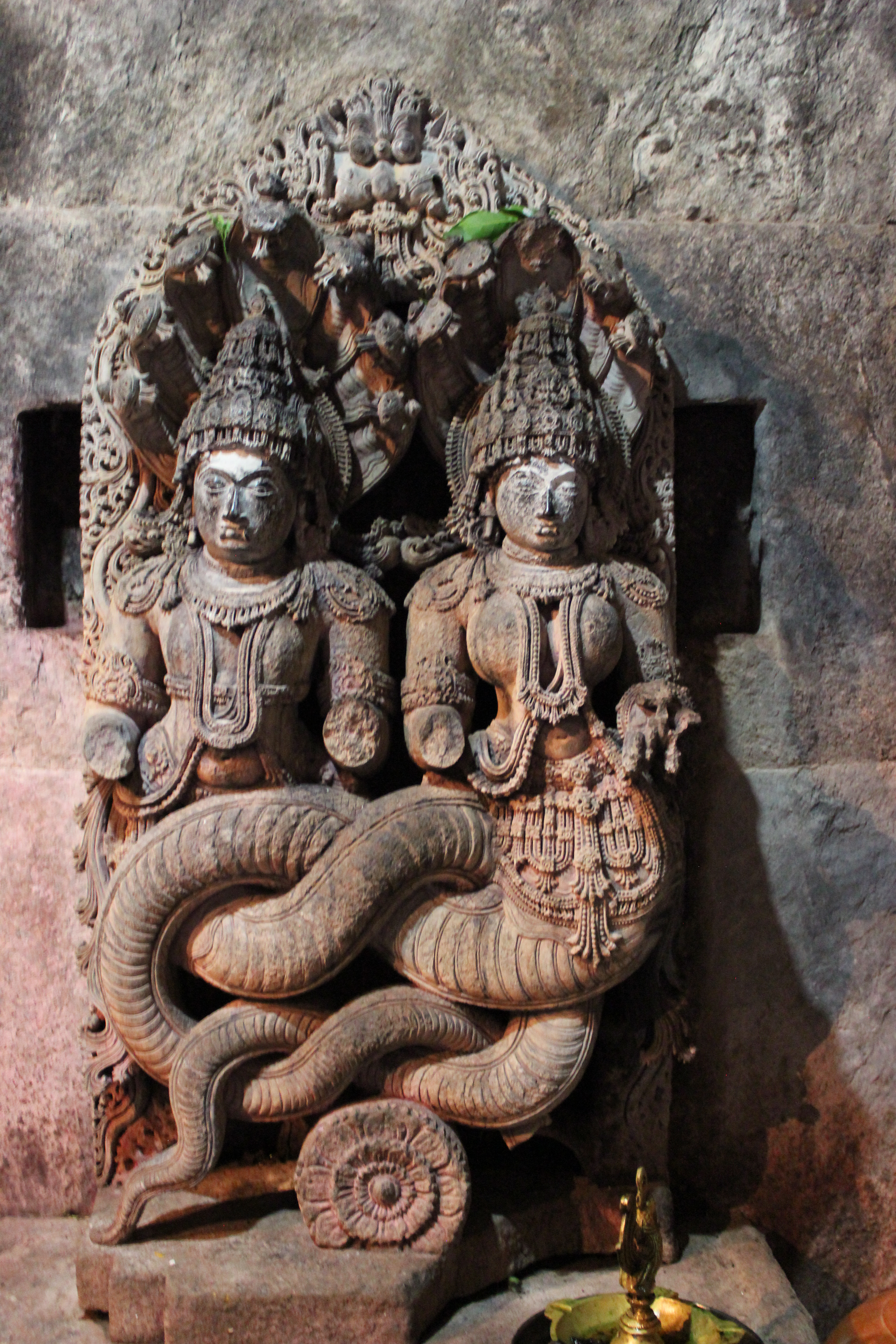
Naga-König und -Königin
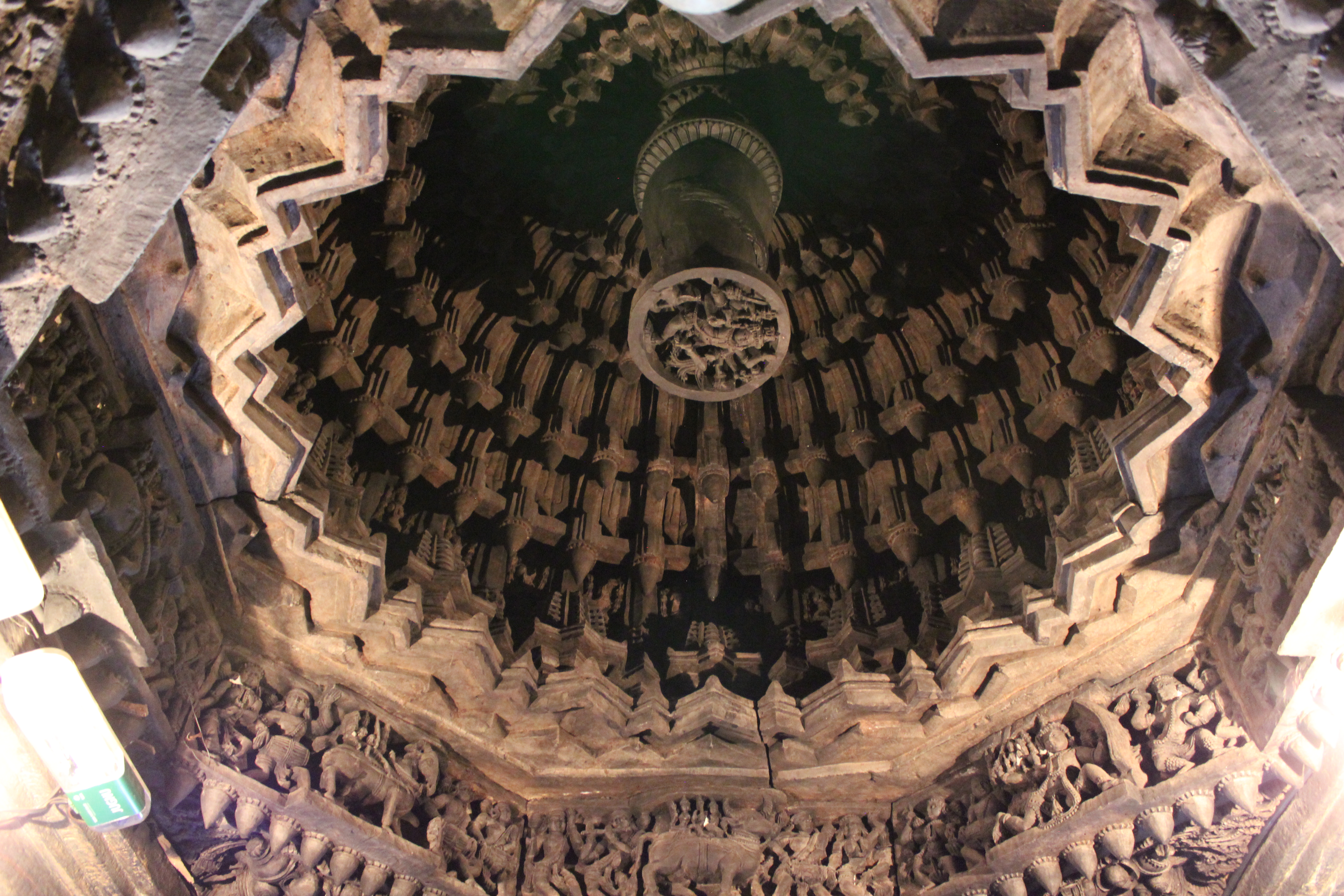
Kragkuppel mit Abhängling